# Phil DeGreg
Phil DeGreg (1960) is een Amerikaanse jazzpianist en professor.

## Biografie
Na zijn afstuderen aan de St. Xavier High School in Cincinnati, studeerde Phil DeGreg in 1972 psychologie aan de Yale University in New Haven (Connecticut). Hij speelde ook in een folkrock duo in coffeeshops in het New Haven gebied. Via de muziek van Bill Evans vond hij zijn weg naar de jazz en was hij lid van de studentenjazzband op Yale. Hij verhuisde uiteindelijk naar Kansas City, kwam in contact met het lokale jazzcircuit en studeerde van 1979 tot 1982 in het programma van de Jamey Aebersold Jazz Workshops, die werden gehouden aan de North Texas State University. Hij was ook lid van de One O'Clock Lab Band, waarmee de eerste opnamen werden gemaakt. In 1983 werd hij korte tijd lid van de Woody Herman Big Band. Om familieredenen - zijn dochter was net geboren - keerde hij terug naar Cincinnati.
In 1987 werd hij docent aan de afdeling Jazz Studies van de University of Cincinnati Conservatory of Music (CCM) en schreef hij het lesboek Jazz Keyboard Harmony. Naast zijn onderwijsactiviteiten heeft DeGreg sinds eind jaren 1990 een aantal albums onder zijn eigen naam uitgebracht met muzikanten als Joe LaBarbera, Tim Ries, Don Braden, Drew Gress en Randy Johnston. Hij nam ook deel aan opnamen van J.J. Johnson (Live in Concert, 2007). Sinds 1991 is DeGreg hoogleraar Jazz Studies aan de Universiteit van Cincinnati.

## Discografie
- 1999: The Green Gate
- 2000: Whirl Away
- 2003: Table For Three
- 2004: Brasilia
- 2005: Trio Con Brio
- 2007: Hymnprovisation
- 2007: Down the Middle met Joe LaBarbera, Tom Warrington
- 2010: Amazonias
- 2011: Melodious Monk met Kim Pensyl

- International Standard Name Identifier: 0000 0003 8477 6289
- Library of Congress Control Number: no96043759
- MusicBrainz: 734f56de-d3ec-40b8-ab43-93a8a1994d3b
- Nationale Bibliotheek van Israël: 987007340870105171
- Virtual International Authority File: 277714027
- WorldCat: E39PBJtrWg9yPGcVYTK997JJjC